# بليل
المدينة الجديدة بليل قرية من قرى ولاية الأغواط تابعة لبلدية حاسي الرمل و تبعد عنها بحوالي 40 كم شمالا و 78 كم جنوب مدينة الأغواط عاصمة ولاية الأغواط.
معروف عن سكانها الجود و اكرام عابري السبيل خاصة في المناسبات كشهر رمضان مثلا: 
نظرا لوقوع مدينة حاسي الرمل على منطقة أخطار كبرى - وقوعها فوق أحد أكبر حقول غاز في أفريقيا- قررت السلطات الجزائرية نقل السكان إلى منطقة آمنة نسبيا. فتقرر بناء مدينة جديدة قرب واد نيلي أي على بعد 78 كلم من عاصمة الولاية على محور الطريق الوطني رقم 1 العابر للصحراء باتجاه مدينة تمنراست جنوبا.